# Кюизи-ан-Альмон
Кюизи́-ан-Альмо́н (фр. Cuisy-en-Almont) — коммуна во Франции, находится в регионе Пикардия. Департамент коммуны — Эна. Входит в состав кантона Суасон-1. Округ коммуны — Суасон.
Код INSEE коммуны — 02253.

## Население
Население коммуны на 2010 год составляло 317 человек.
| 1962 | 1968 | 1975 | 1982 | 1990 | 1999 | 2010 |
| ---- | ---- | ---- | ---- | ---- | ---- | ---- |
| 435  | 433  | 371  | 311  | 321  | 352  | 317  |

## Экономика
В 2010 году среди 201 человека трудоспособного возраста (15—64 лет) 143 были экономически активными, 58 — неактивными (показатель активности — 71,1 %, в 1999 году было 58,8 %). Из 143 активных жителей работали 130 человек (73 мужчины и 57 женщин), безработных было 13 (7 мужчин и 6 женщин). Среди 58 неактивных 16 человек были учениками или студентами, 17 — пенсионерами, 25 были неактивными по другим причинам.